# Max Romeo
Pour les articles homonymes, voir Romeo et Smith.
Max Romeo, nom de scène de Maxwell Livingston Smith, est un chanteur jamaïcain de reggae (né le 22 novembre 1944 en Jamaïque et mort le 11 avril 2025 dans la paroisse de Saint Andrew).

## Biographie

### Jeunesse et début de carrière
Max Smith naît dans la paroisse de Saint Ann en 1944,,. Il travaille dans une plantation de canne à sucre avant de remporter un concours musical pour jeunes talents. À l'âge de 18 ans, il s'établit à Kingston et commence sa carrière au sein de The Emotions, un trio signé par Caltone, le label du producteur Ken Lack (en). Plusieurs de leurs disques, comme le single (Buy You) A Rainbow sorti en 1966, rencontrent le succès. Smith est surnommé « Romeo » après avoir enregistré des morceaux dans le style romantique dit « Lovers rock ».
Dès 1968, le chanteur se lance en solo sous le nom de Max Romeo. Sa carrière ne décolle pas, aucun de ses disques ne se classant dans les hit parades, et il rejoint finalement The Emotions. Il enregistre également avec The Hippy Boys. Le producteur Lee Perry lui propose de ré-enregistrer le titre Hold You Jack de Derrick Morgan, pour lequel Romeo a écrit de nouvelles paroles. La chanson, maintenant intitulée Wet Dream (en), est éditée par Trojan Records et devient un hit en Jamaïque et au Royaume-Uni,. Avant que Wet Dream soit bannie des ondes en raison de ses paroles jugées trop grivoises, les présentateurs de la station britannique BBC ne prononcent jamais le titre à l'antenne et présentent le morceau comme « un disque de Max Romeo » (« a record by Max Romeo »). Le single parvient tout de même à se hisser dans le Top 10 britannique,.

### Carrière solo
A Dream, le premier album de Max Romeo, produit par Bunny Lee, sort en 1969. En 1970, Romeo fonde le label Romax, ainsi que son propre sound system. L'année suivante sort son second LP, Let the Power Fall. Romeo s'engage dans le mouvement rastafari et ses chansons, comme Press Along Joshua et Let the Power Fall On I, abordent des thèmes politiques. Comme de nombreux artistes, entre autres Clancy Eccles, le chanteur soutient le Parti national du peuple (PNP) de Norman Manley, qui depuis sa création est dans l'opposition. En 1972, le PNP utilise le titre Let the Power Fall On I comme hymne de campagne lors des élections législatives, qu'il remporte pour la première fois,. Après la victoire électorale du PNP, Romeo est déçu par le retard des réformes promises par Manley et critique son action sur le single No Joshua No,.
L'album Revelation Time, produit par Clive Hunt (en), est édité en 1975 par le label Sound Tracks, dont plusieurs dirigeants sont proches du régime de Norman Manley. Le Now Generation Band (en) participe à l'enregistrement, ainsi que des membres du groupe de sessions The Soul Syndicate et des Wailers. Inspiré par la pensée rastafari, il est considéré comme le premier album-concept conçu par un musicien jamaïcain. Le classique Three Blind Mice figure sur le disque, ainsi que des morceaux comme No Peace, qui évoque les injustices sociales, ou encore Warning Warning, inspiré des prophéties de Marcus Garvey,. L'album War Ina Babylon, sorti en 1976, est un classique du reggae roots et l'album le plus vendu de Romeo.

### Mort
Max Romeo meurt dans un hôpital de la paroisse de Saint Andrew en Jamaïque à l'âge de 80 ans le 11 avril 2025,.

## Style musical et influences
La chanson Chase the Devil de Max Romeo a été samplée à de nombreuses reprises, notamment pour les titres Lucifer de Jay-Z et Out of Space de Prodigy.

## Discographie

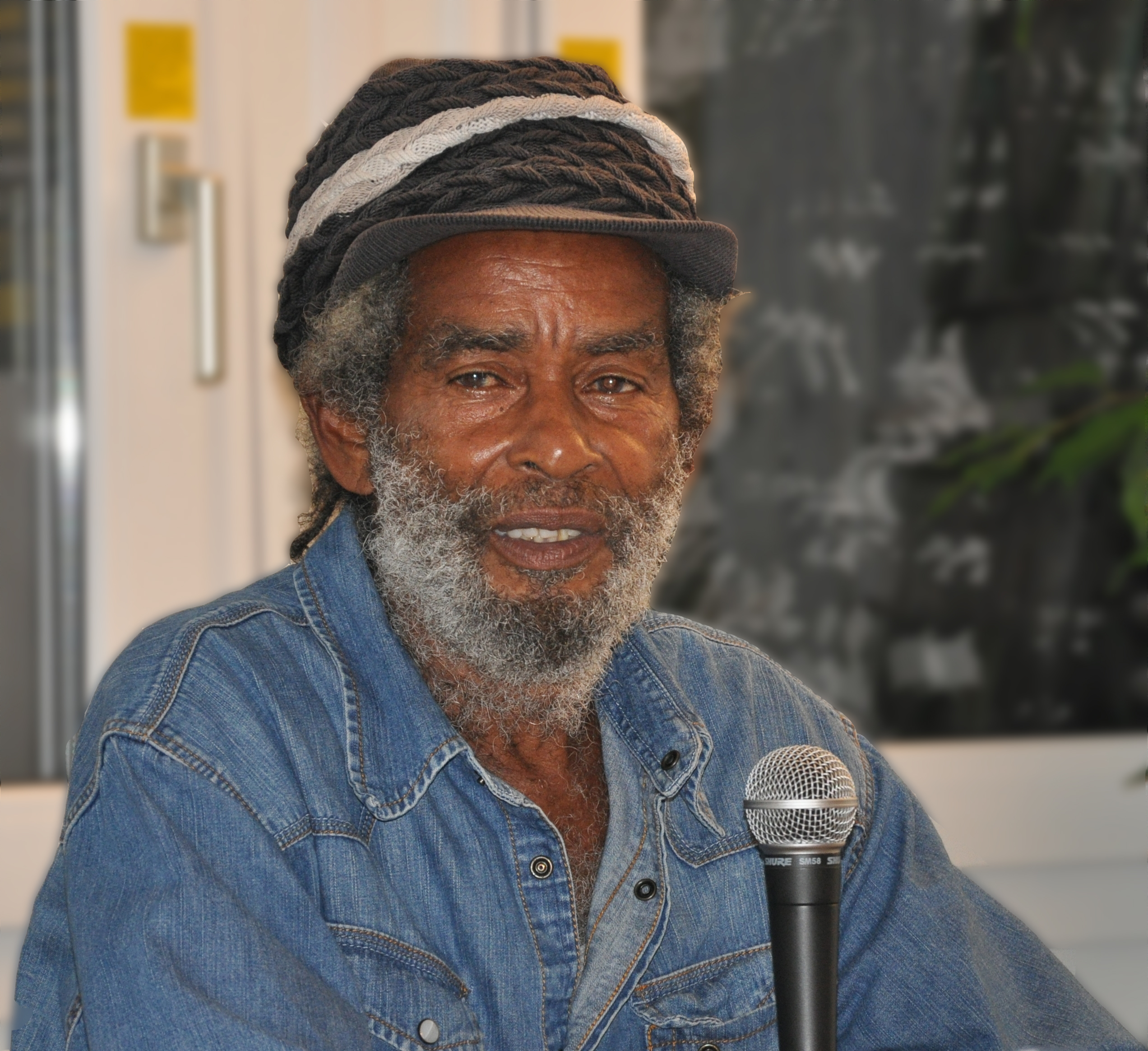
Max Romeo au festival Summerjam en 2013.

### Albums
- 1970 : A Dream
- 1971 : Let the Power Fall
- 1975 : Revelation Time
- 1976 : War Ina Babylon
- 1978 : Reconstruction
- 1980 : One Horse Race
- 1981 : Holding Out My Love to You
- 1982 : I Love My Music
- 1989 : Transition
- 1992 : Fari Captain of My Ship
- 1992 : Far-I Ship Dub
- 1993 : On the Beach
- 1993 : Wet Dream
- 1995 : Our Rights
- 1995 : McCabee Version
- 1998 : Selassie I Forever
- 1999 : The Many Moods of Max Romeo 1967-1971
- 1999 : Open the Iron Gate 1973-1977
- 1999 : Something Is Wrong
- 1999 : Love Message : Max Romeo & Friends
- 1999 : Sings Bob Marley in Dancehall
- 2000 : In This Time : Max Romeo & Tribu Acoustica
- 2000 : Pray for Me : The Best of Max Romeo 1967-1973
- 2001 : Collision
- 2001 : Perilous Times 1974-1999
- 2002 : The Coming of Jah : Anthology 1967-1976
- 2004 : A Little Time for Jah
- 2006 : Pocomania Songs
- 2008 : The Best Of
- 2016 : Horror Zone
- 2019 : Words From The Brave
- 2021 : World of Ghouls (digital only)

### Singles
- 1967 : Don't Want To Let You Go
- 1968 : Wet Dream
- 1969 : Mini Skirt Vision
- 1970 : Macabee Version
- 1971 : Let The Power Fall For I
- 1972 : Every Man Ought To Know
- 1973 : Two Face People
- 1973 : Three Blind Mice[17]
- 1974 : Socialism Is Love
- 1974 : Show Me Your Friends (Techniques)
- 1974 : Nobody's Child (Techniques)
- 1974 : The Reverend (Romax)
- 1975 : Sipple Out Deh (Upsetter)
- 1975 : One Step Forward (Upsetters)
- 1975 : Revelation Time
- 1975 : Warning Warning
- 1975 : Tackoo
- 1976 : Fire Fe De Vatican
- 1976 : War Ina Babylon
- 1976 : Chase The Devil
- 1977 : Stop Picking On Me (Joe Gibbs Records Globe)

(...)